# 陈昌浩旧居
陈昌浩旧居，是位于湖北省武汉市蔡甸区奓山街道长新村一组代家庄6号的一座建筑院落，为原红四方面军政治委员陈昌浩的旧居。2011年3月21日，列为武汉市文物保护单位。

## 陈昌浩
陈昌浩（1906年—1967年），湖北汉阳人。1931年9月至1937年3月先后任红四方面军政委，红四方面军总政治委员和中共鄂豫皖分局军委副主席、西路军军政委员会主席。1934年，在中华苏维埃共和国第二次全国苏维埃代表大会上被选为中央执行委员。1952年回国，后担任中央马列学院副教育长、中央编译局副局长等职。在“文化大革命”期间遭受打击，于1967年7月30日去世。

## 建筑
陈昌浩旧居建筑建于1905年，坐西朝东，总体平面呈长方形，面阔三间10.7米，进深16.7米。建筑又前厅、天井、大厅及左右厢房等组成，内部为木架梁结构，上覆黑瓦。2011年3月21日，旧居建筑被列为武汉市文物保护单位。2016年10月26日，陈昌浩故居正式对外开放，内设图片展并陈列有关文史资料。

## 文物保护
其保护范围为：陈昌浩旧居本体及周围一定范围。四至：以旧居外墙为界，西、东、北面各向外延伸10米，南面向外延伸15米。
其建设控制地带为：以保护范围四至为界，四周各向外延伸20米。

## 图集

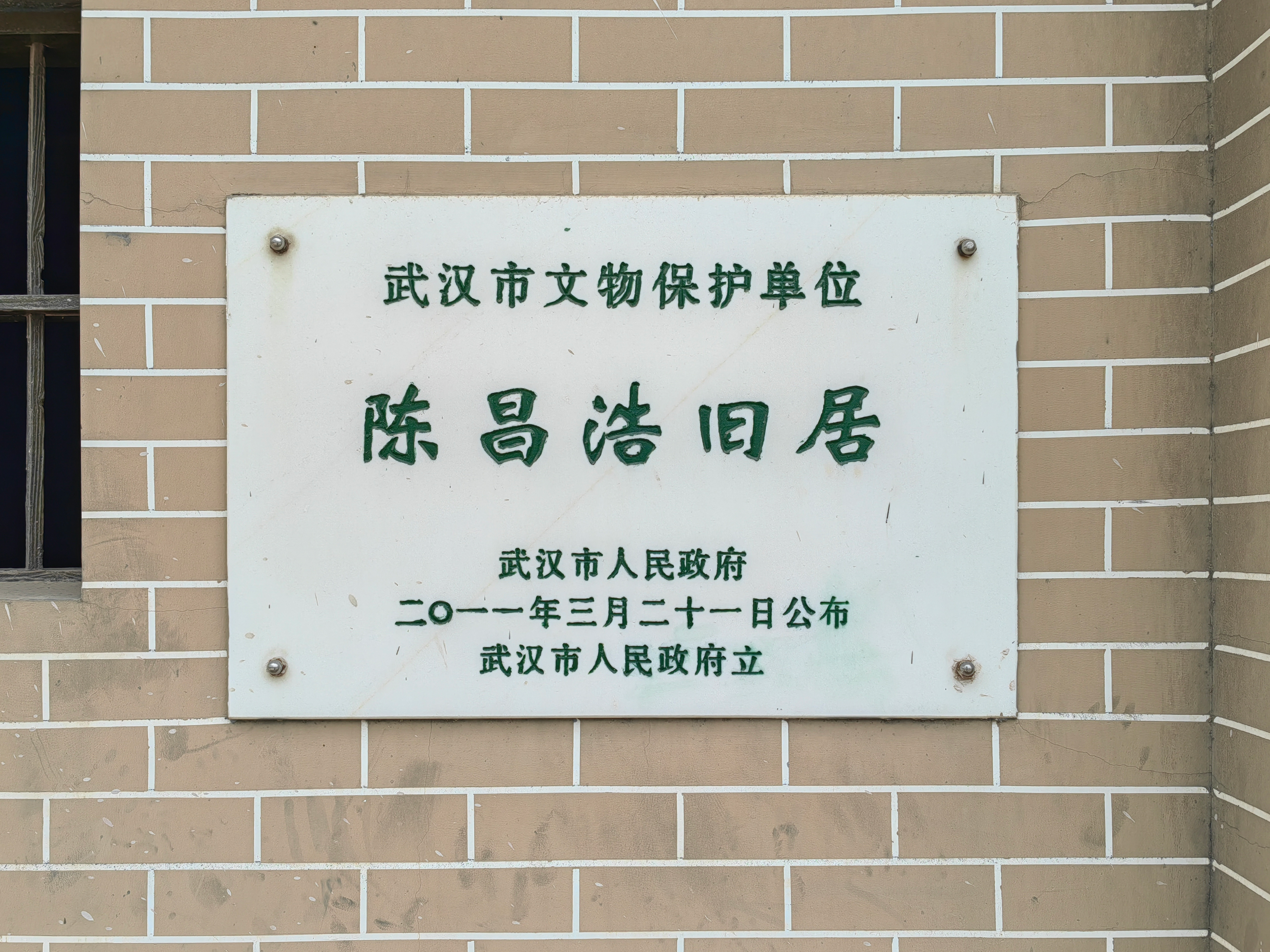
文物保护单位标志
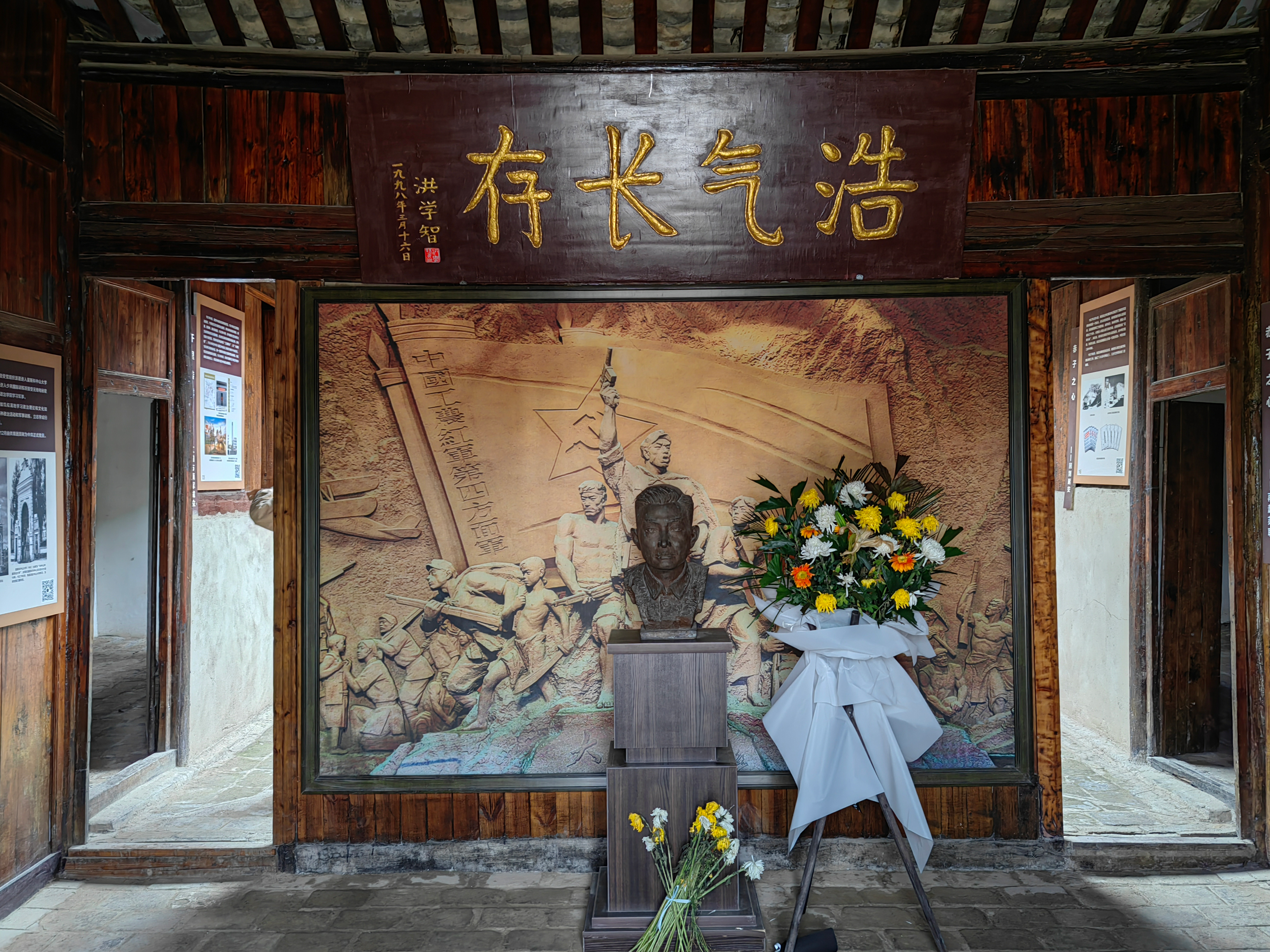
前厅，上有洪学智题字
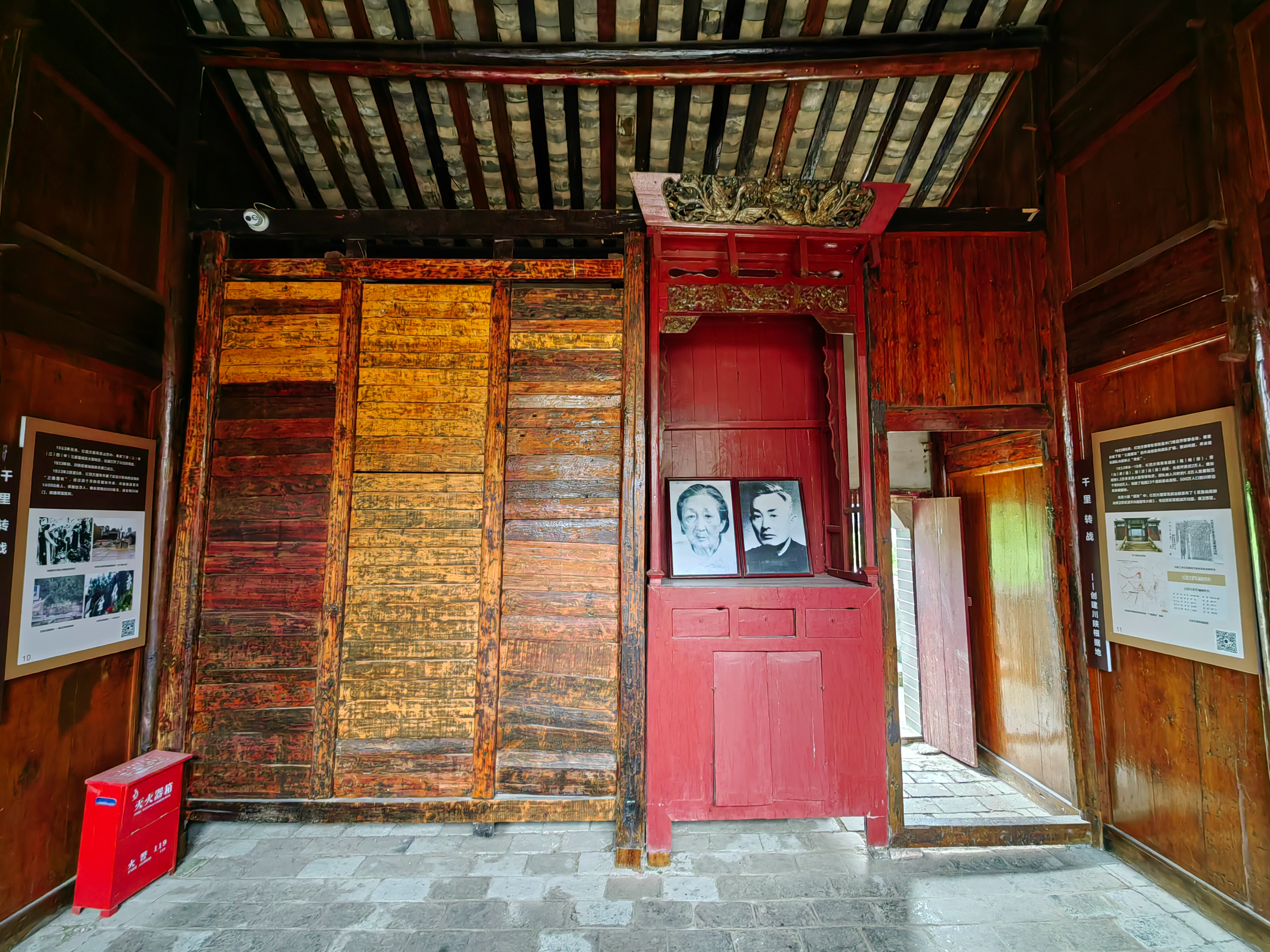
正厅，可见陈昌浩遗像
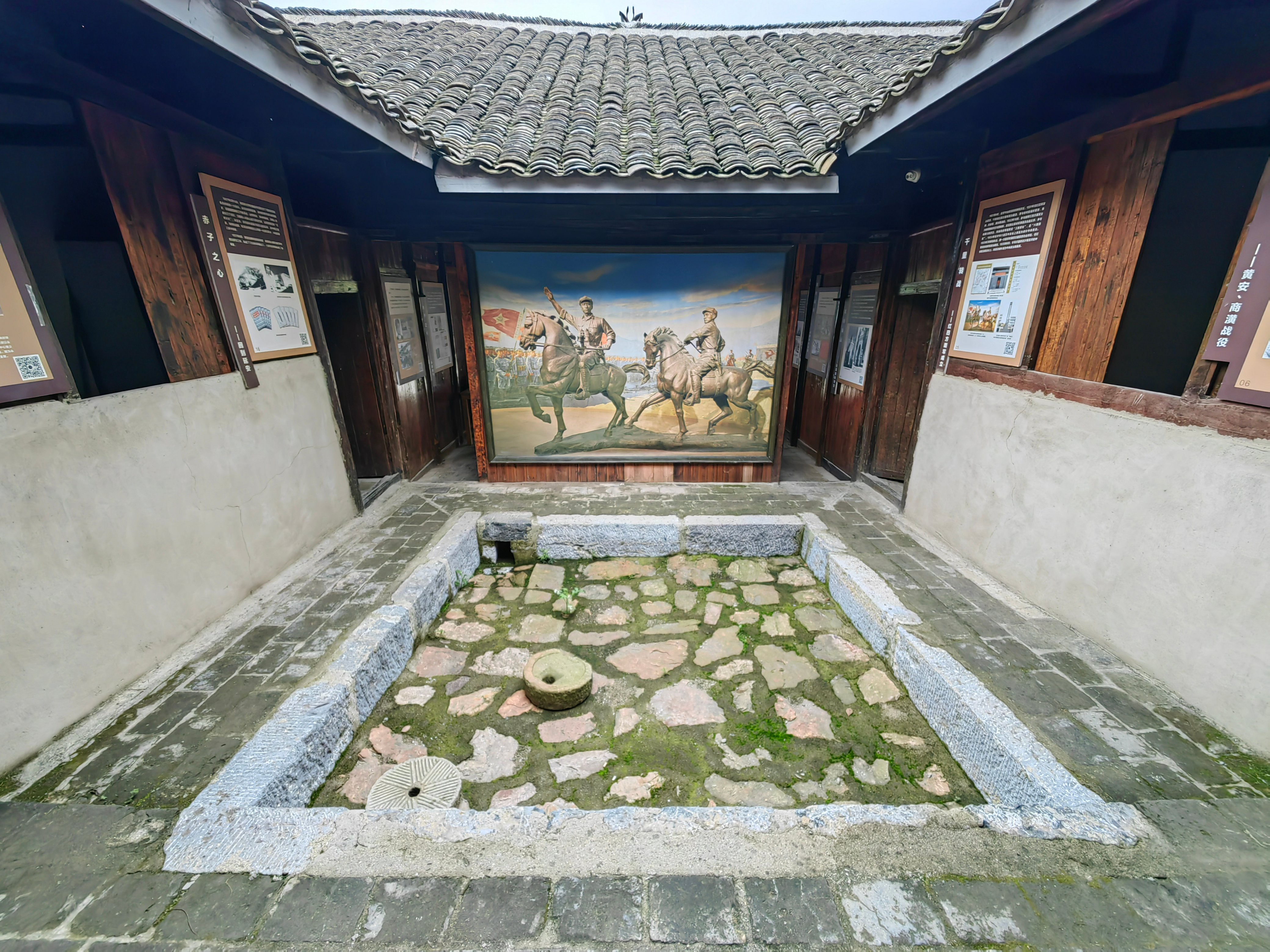
天井